# Вест Стенлі (футбольний клуб)
Футбольний клуб «Вест Стенлі» — футбольний клуб із шахтарського селища Вест Стенлі графства Дарем, Англія.
Спочатку відомий під назвою «Оакі Ліллівайтс», клуб був заснований у 1889 році та став членом-засновником Північно-Східної ліги в 1906 році. Найвища позиція в лізі була у 1949—1950 роках, коли вони посіли друге місце після «Норт Шилдс».
Вперше клуб потрапив до Кубка Англії в 1905–1906 роках, коли зазнав поразки в 4-му кваліфікаційному раунді від «Нортгемптон Тауна». Найбільшого успіху клуб досяг у 1919–1920 роках, коли переміг «Джиллінгем» з Південної ліги з рахунком 3–1, а потім програв «Тоттенгем Готспур» з Другого дивізіону Футбольної ліги. Клуб також виходив до першого раунду у 1925–26 роках, програвши 4–0 «Рочдейлу» та 1931–32 роках, коли програв 3–0 «Транмер Роверз».
Востаннє клуб брав участь у Кубку Англії в сезоні 1950—1951 років, коли програв з рахунком 2–1 у першому кваліфікаційному раунді іншому шахтарському клубу «Ашингтон».
Футбольний клуб «Вест Стенлі» припинив свою діяльність у 1959 році.

## Гравці
Серед професійних футболістів, чия кар'єра проходила у «Вест Стенлі», були:
- Том Брюїс (1907—1975), який грав за «Йорк Сіті» та «Саутгемптон».
- Джордж Брауелл (1884—1951), грав за «Грімсбі Таун» і «Галл Сіті».
- Том Кейн (1874—1952), який грав за «Сток», «Евертон» і «Саутгемптон»
- Джордж Девісон (нар. 1890), який грав за «Ковентрі Сіті» та «Бристоль Роверз».
- Джек Хогг (1881—1944), який грав за «Шеффілд Юнайтед» і «Саутгемптон»
- Джим Маккі (1897—1990), який грав за кілька клубів, зокрема «Ковентрі Сіті» та «Торкі Юнайтед».
- Джон Тейт (1892—1973), футбольна кар'єра Тейта включає період у «Тоттенгем Готспур».
- Артур Томсон (народився в 1903 році), який продовжував грати за «Моркем», «Манчестер Юнайтед» і «Саутенд Юнайтед».
- Джеффрі Хантер (нар. 1925) (1952—1953) Грав за кілька клубів, у тому числі за «Блайт Спартанс». На той час був найкращим бомбардиром команди. Досі є рекордсменом за кількістю забитих голів у матчі (п'ять голів поспіль), виступаючи за «Блайт Спартанс».
- Джозеф Едвард Сміт (нар. 1886), який грав за «Галл Сіті», «Евертон» і «Бері».
- Альфред Дуглас (нар. 1899), грав за Брентфорд, Редінг і Бристоль Роверз.
- Джиммі Волтон (1904—1982), грав за «Лідс Юнайтед», «Брентфорд», «Брістоль Роверс» і «Гартлпул Юнайтед».
- Девід (Дейв) Вагготт (1880—1962), грав за «Вест Гем Юнайтед».